# Бахвалова Катерина Олександрівна
Катерина Олександрівна Бахвалова (рос. Екатерина Александровна Бахвалова; нар. 8 березня 1972) — російська легкоатлетка, яка спеціалізувалася на бігу на короткі дистанції та бар'єрному бігу.
На внутрішніх змаганнях в Росії представляла Санкт-Петербург.

## Спортивні досягнення
Учасниця олімпійських змагань з бігу на 400 метрів з бар'єрами (2004), на яких зупинилась на півфінальній стадії.
Чемпіонка світу з естафетного бігу 4×400 метрів (1999, виступала в забігу).
Чемпіонка світу в приміщенні з естафетного бігу 4×400 метрів (1997, виступала в забігу).
Була третьою на Кубку світу з естафетного бігу 4×400 метрів (1998).
Чемпіонка Універсіади з естафетного бігу 4×400 метрів (1997). Срібна призерка Універсіади з бігу на 400 метрів з бар'єрами (1997).
Дворазова срібна призерка чемпіонатів Європи з естафетного бігу 4×400 метрів (1998, 2002).
Триразова переможниця Кубків Європи з естафетного бігу 4×400 метрів (1997, 1998, 2004). Була двічі другою (1998, 1999) та одного разу третьою (1997) на Кубках Європи з бігу на 400 метрів з бар'єрами.
Чемпіонка Росії з бігу на 400 метрів з бар'єрами (1997, 2002) та естафетного бігу 4×400 метрів (1997). Срібна призерка чемпіонатів Росії з бігу на 400 метрів з бар'єрами (1999, 2001). Бронзова призерка чемпіонатів Росії з бігу на 400 метрів з бар'єрами (2004) та естафетного бігу 4×400 метрів (1995).
Бронзова призерка чемпіонату Росії в приміщенні з бігу на 400 метрів (1997).

## Визнання
- Заслужений майстер спорту Росії